# Guimarães (hrad)
Hrad Guimarães (portugalsky Castelo de Guimarães) je středověký hrad v obci Guimarães v severní části Portugalska. Byl postaven v 10. století na příkaz Mumadony Diasové na obranu místního kláštera před útoky Maurů a Seveřanů. Je významný jako místo vzniku portugalské státnosti, protože na něm sídlila hrabata z Portucale, první panovnický rod, a narodil se zde první portugalský král Alfons I.
Nejstarší část hradu je pozdně románská, další části raně gotické. Půdorys vymezují zdi tvořící pětiúhelník podobný štítu. Hrad má osm pravoúhlých věží, vojenské nádvoří a centrální pevnostní věž (donjon). Stavba podle Alfreda Guimarãese vyšla z modelu římských opevnění, později byla dostavěna podle francouzského vzoru do současné podoby na půdorysu ve tvaru štítu, se zmenšeným centrálním nádvořím a dobře chráněným přístupem. Má i gotické rysy díky přestavbě na konci 13. století, kdy byla postavena centrální věž a rezidence (možná na již existujících stavbách).

## Historie

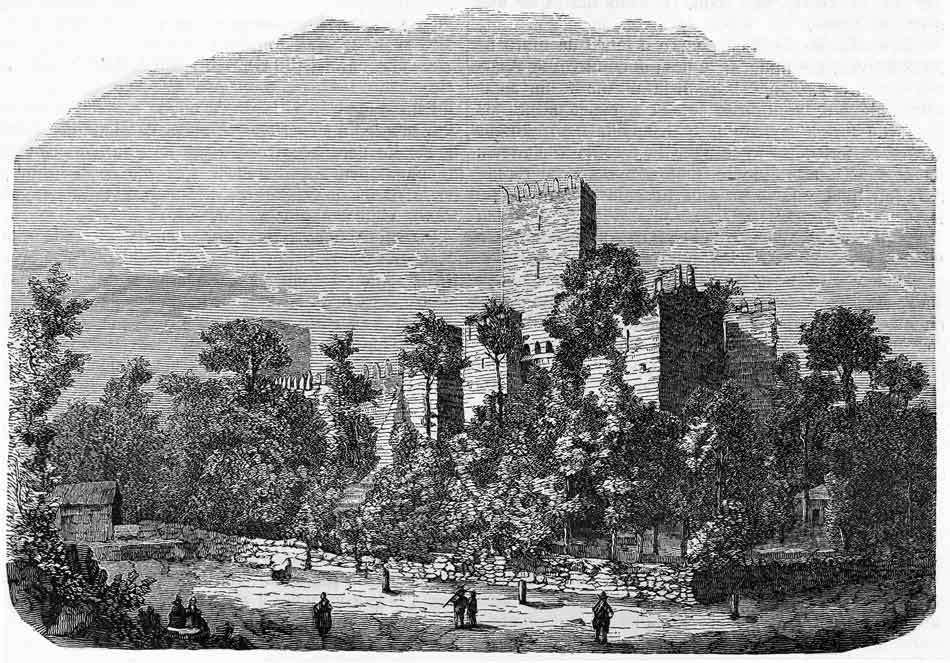
Rytina cimbuří a centrální věže z roku 1863

### Vznik

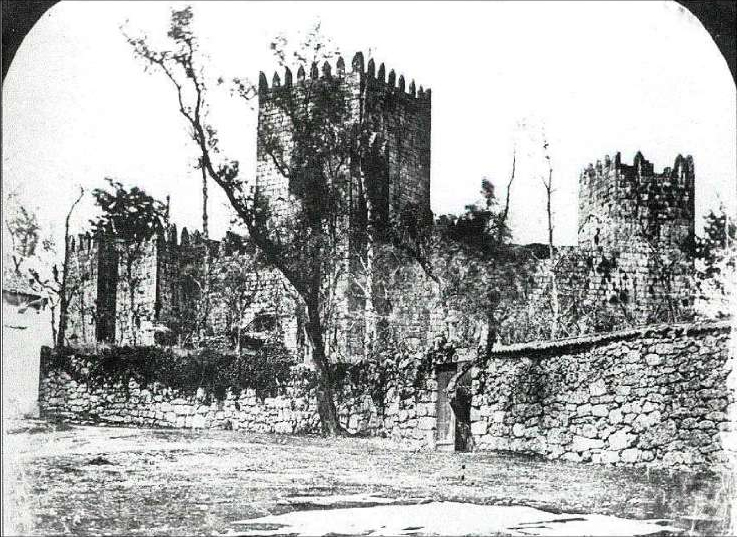
Fotografie z roku 1845

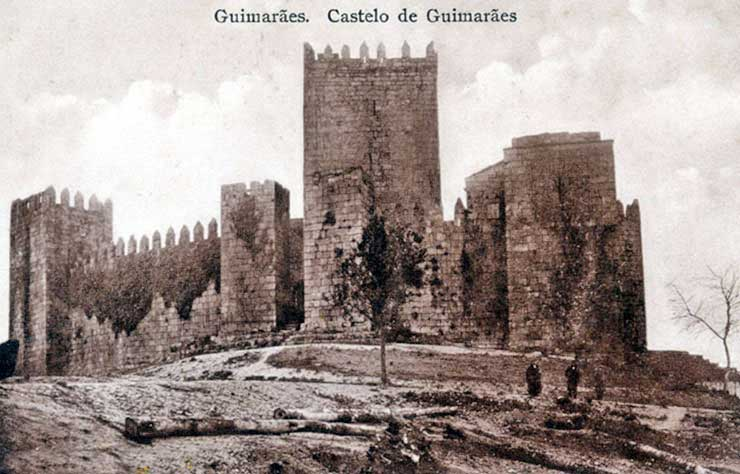
Pohled na kolébku Portugalska v roce 1910

Guimarães, modelový středověký portugalský hrad, je spojován se vznikem portugalského národa. Fáze a okolnosti spojené s jeho výstavbou od 10. století jsou však málo známé, přičemž mnohé z dnešní stavby je výsledkem přestavby ve druhé polovině 13. století. Zkoumání zdiva například vedlo Carlose A. F. de Almeidu k prohlášení, že boční věže byly postaveny během pozdně románského nebo raně gotického období.
V druhé polovině 10. století po smrti hraběte Hermenegilda Gonçalvese zdědila panství Vimaranes (dnes Guimarães) jeho dcera Oneca. Hraběnka Mumadona Diasová, vdova po hraběti, pak vyměnila svůj majetek v Creiximiru za pozemek ve Vimaranes a nařídila výstavbu kláštera na místě, kde dnes je kolej a kostel Panny Marie Oliveirské. 4. prosince 968 pak nařídila hraběnka na obranu kláštera postavit hrad, poté zvaný hrad svatého Mameda.
Na konci 10. století po její smrti panství získal Diasův nejstarší syn Gonçalo Mendes a podle jejího přání dál podporoval klášter. Gonçalo Muniuz, syn Múnia (čtvrtého syna Mumadony Diasové), se pak pokusil zmocnit města a hradu, ale zabránil mu v tom jeho strýc Gonçalo, tehdejší rodinný patriarcha. Rodinné spory pokračovaly, když Ordonho Ramírez, pravnuk Mumadony, zabral hrad a město a později je odkázal své dceři Mumadoně při jejím sňatku s Fernandem Gundemárizem, synem Gundemara Piniólize. Město a hrad byly poté prodány Gontrode Ordonhesové, druhé dceři Ordonha Ramíreze a švagrové Fernanda Gundemárize, který měl za ženu Mendu Folienzovou. Ordonhesová klášter v roce 1045 darovala jeho kurátovi.

### Další osudy
Na konci 11. století byl hrad pod vedením hraběte Jindřicha značně rozšířen a přestavěn na jeho rezidenci. Pozůstatky jeho přestavby se nacházejí poblíž vchodu, kde je pět řad velkých kvádrů, tvořících kdysi hradbu, která tvořila součást opevnění. Hrabě se rozhodl zbourat to, co zbylo z Mumadoniny stavby, a zároveň hrad rozšířit a přidat dvě brány. Hrad byl oficiální rezidencí hrabat z Portucale, tedy panovnickým sídlem, od roku 1139, kdy se Portugalsko stalo nezávislým na království León, až do roku 1200. Právě zde se také kolem roku 1111 narodil první portugalský král Alfons I. Portugalský, který zde i žil. Po letech rodových rivalit bitva u São Mamede v roce 1128 dala základ nezávislosti hrabství Portucale a vytvoření jádra toho, co se stalo Portugalskem.

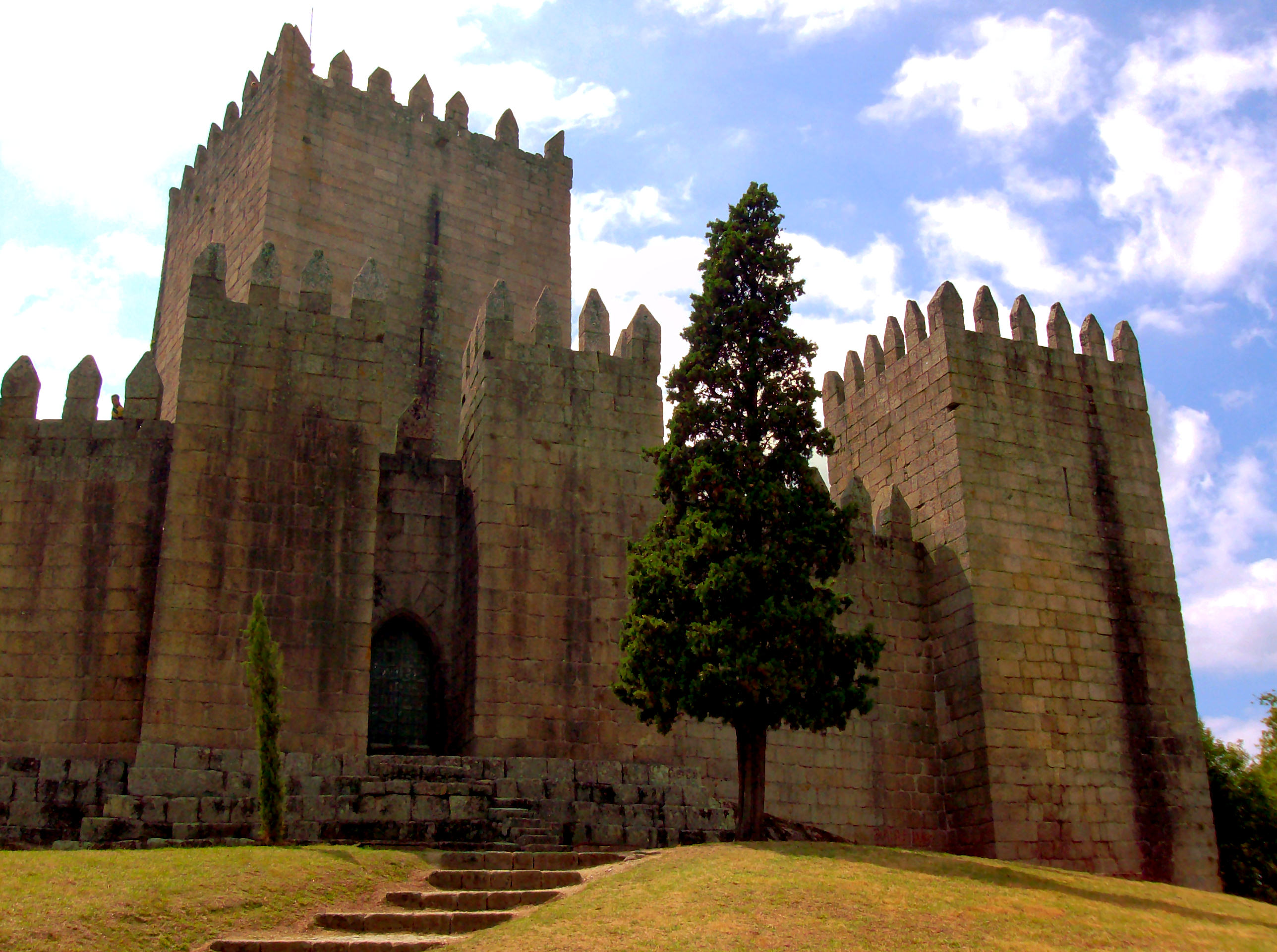
Věže u hlavní brány vznikly koncem 13. století podle francouzských vzorů

Mezi koncem 13. a začátkem 14. století byl hrad přestavěn králem Dinisem I. do podoby, kterou má dodnes. Alcalde Mem Martins de Vasconcelos, stojící na straně krále, zde odolal obležení prince Alfonse. V roce 1369 vpadl kastilský král Jindřich II. do Portugalska a oblehl hrad Guimarães, ale byl poražen místním obyvatelstvem a silami věrnými tehdejšímu alcaidovi (kastelánovi) Gonçalovi Pais de Meira. Za několik let (1385) hrad oblehl král Jan I. a hradby bránil kastelán Aires Gomes da Silva, přívrženec královny Beatrix. Někdy mezi lety 1383 a 1433 nechal Jan I postavit dvě věže u hlavní brány hradu.
V roce 1653 městští prokurátoři z Guimarães žádali na zasedání kortesů (portugalských stavů) o opravu: „vesnického hradu, nejhonosnějšího v království, který chátrá, a pokud nebude udržován, zcela se rozpadne, což poškodí alcaldeovy (kastelánovy) výnosy. A pokud zdi, také nejlepší v království, nebudou opraveny, zpustnou, stejně jako dvě věže bez menší opravy." Přesto se Alberto Vieira Braga v roce 1793 zmínil o „neužitečnosti“ hradeb, které obklopovaly město, protože se rozpadaly. Tyto zprávy ohlašují pomalý úpadek stavby jako obranného zařízení.
V roce 1836 radní z Guimarães projednvali návrh hrad zbourat a kámen použít k úpravě cest. Jistý člen Sociedade Patriótica Vimaranense (Vlasteneckého spolku Guimarães) totiž navrhl demolici hradu a použití jeho kamenů k vydláždění ulic Guimarães, protože pevnost byla za vlády krále Michala I. používána jako politické vězení. Návrh však nebyl nakonec přijat. O 45 let později, 19. března 1881, Diário do Governo (Oficiální věstník) hrad Guimarães uvedl jako nejvýznamnější historickou památku celého regionu Minho. V 19. století pak bylo vyvlastněno mnoho domů, statků a obydlí v okolí hradu.
V roce 1910 byl hrad prohlášen národní kulturní památkou. K prvním pokusům o jeho restaurování došlo v roce 1936. Opravy začaly v roce 1937 a řídila je Generální služba pro národní budovy a památky. Stavba byla znovu slavnostně otevřena 4. června 1940 u příležitosti tisícího výročí jejích dějin. Dne 20. dubna 1952 byla zřízena zvláštní ochranná zóna, která zahrnuje hrad, kostel archanděla. Michaela a palác vévodů z Braganzy. Další úprava areálu bylo dokončena v roce 1957.
Při zavádění nových elektrických rozvodů na hradě byla objevena středověká studna. Dne 1. června 1992 je budova majetkem Instituto Português do Património Arquitetónico (IPPA). V roce 2004  umožnil další výzkum v interiéru datování staveb do 10. století.

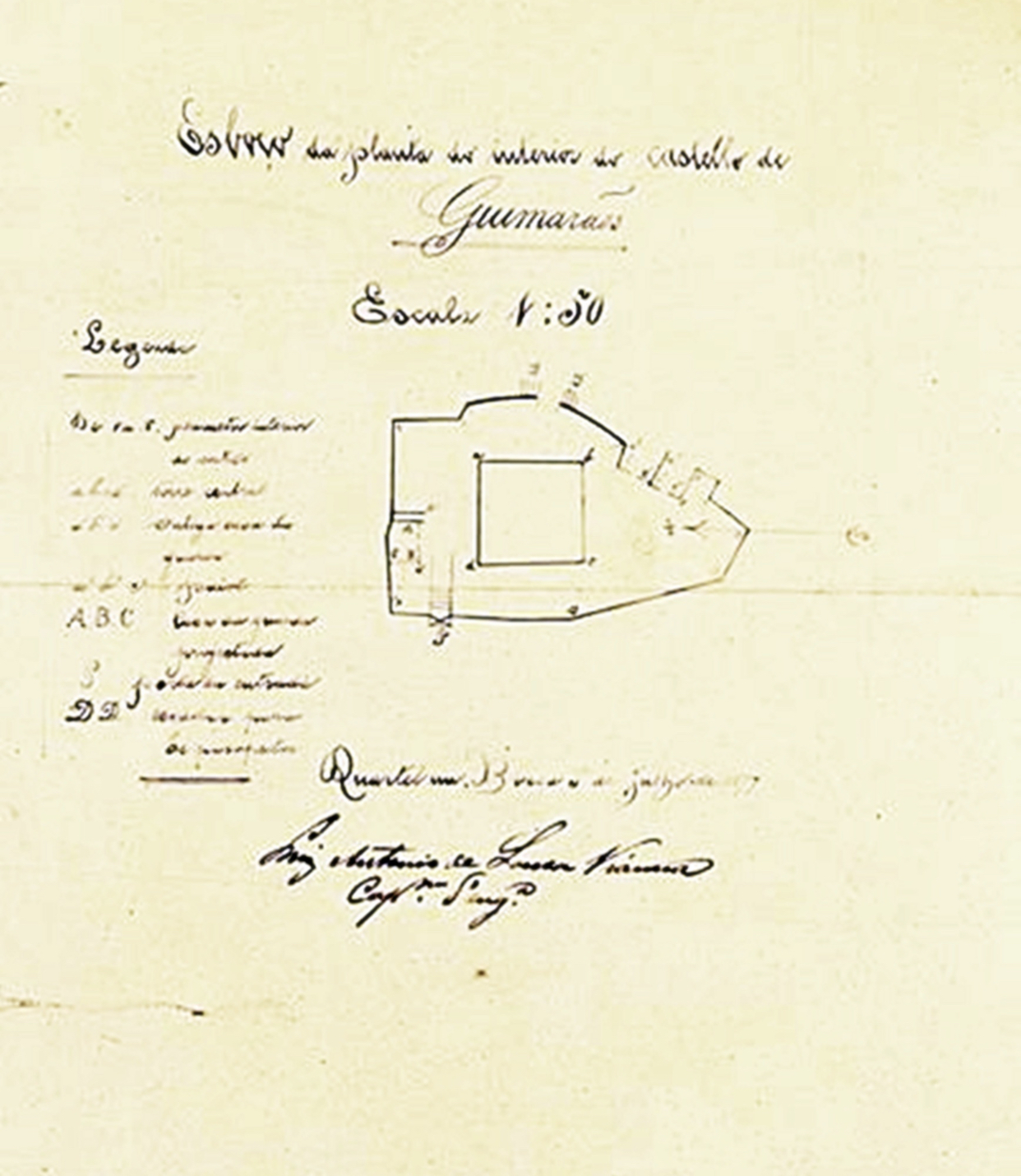
Plán vnitřní části hradu z roku 1877

Hrad se nachází v severní části městské oblasti Guimarães, izolovaný na malém kopci tvořeném žulou a obklopený malým lesoparkem. Vede k němu několik pěších stezek. U jižní věže je na velké skále bronzová plaketa připomínající zdejšího rodáka krále Alfonse I. V blízkosti na svahu, je románský kostel archanděla Michaela (São Miguel do Castelo), Palác vévodů z Braganzy a části hradeb, které chránily město a původně patřily k hradu.